# Catwalk (álbum de Emily Remler)
Catwalk es el cuarto álbum de estudio de la guitarrista de jazz Emily Remler. En ésta grabación estuvo acompañada por la misma formación que en su anterior trabajo, John D'earth a la trompeta, Eddie Gomez al contrabajo y Bob Moses a la batería. Este es el primer disco de Remler en el que todos los temas son composiciones originales suyas.
El crítico de jazz Nat Hentoff escribió en las notas de este disco: "Emily Remler, por supuesto, no es la única razón de lo bien que funciona este álbum. Sus colegas no son sólo unos conocidos casuales del estudio. Este grupo ha trabajado mucho en conjunto, y por lo tanto se establecen verdaderas conversaciones entre ellos, entrelazando diversos temperamentos y experiencias musicales en un mosaico lleno de suaves y sutiles sorpresas."
La composición de Remler "Mocha Spice" que abre el álbum, interpretado  como un trío de guitarra, contrabajo y batería es un tema muy representativo de la afinidad de Emily Remler por la música latina.

## Recepción y críticas
En su reseña sobre este disco de Allmusic el crítico Scott Yanow comentó que aunque hasta entonces no se había considerado a Emily Remler una innovadora, "Catwalk" supuso "un esfuerzo bastante aventurero" y "fue una de las mejores grabaciones de su corta carrera".

## Lista de temas
Todos los temas compuesto por Emily Remler
| n.º | Título        | Duración |
| --- | ------------- | -------- |
| 1.  | "Mocha Spice" | 4:26     |
| 2.  | "Catwalk'"    | 7:19     |
| 3.  | "Gwendolyn"   | 4:35     |
| 4.  | "Antonio"     | 4:25     |
| 5.  | "Pedals"      | 6:54     |
| 6.  | "Five Years"  | 5:48     |
| 7.  | "Mozambique"  | 7:44     |

## Créditos
- Emily Remler – guitarra eléctrica
- John D'earth – trompeta
- Eddie Gomez – contrabajo
- Bob Moses – batería